# Salsola albida
Salsola albida är en amarantväxtart som beskrevs av Viktor Petrovitj Botjantsev. Salsola albida ingår i släktet sodaörter, och familjen amarantväxter. Inga underarter finns listade i Catalogue of Life.